# Karl Johann August Müller

Karl Johann August Müller (von Halle)

Karl Johann August Müller (Müller Hallensis) (* 16. Dezember 1818 in Allstedt; † 9. Februar 1899 in Halle (Saale)) war ein deutscher Bryologe.
Sein botanisches Autorenkürzel lautet „Müll.Hal.“

## Leben und Wirken
Müller stammte aus einfachen Verhältnissen. Sein Vater war Beutlermeister. Er absolvierte eine Apothekerlehre und arbeitete einige Jahre als Apotheker. 1842 arbeitete Müller in der Apotheke von Ernst Hampe und ließ sich für die Bryologie begeistern. 1843 wechselte er nach Halle (Saale), wo er bei Diederich Franz Leonhard von Schlechtendal Botanik studierte. 1847 begann er mit der Herausgabe seiner Synopsis Muscorum Frondosorum omnium hucusque cognitorum. Die Ideen von Charles Darwin lehnte er ab.
1880 wurde er Mitglied der Leopoldina. Neben seinem Studium schrieb Müller für die Botanische Zeitung.
Von 1852 bis 1896 war Müller Chefredakteur und über viele Jahre hinweg gemeinsam mit Otto Eduard Vincenz Ule Redakteur der Wochenzeitschrift Die Natur, einem der ersten und lange führenden populärwissenschaftlichen Organe in Deutschland. Außerdem gehörte er zu den Mitbegründern des Naturwissenschaftlichen Vereins für Sachsen und Thüringen.
Er war zweimal verheiratet. Seine erste Frau war Henriette Hauff. Im Jahr 1864 heiratete er dann Hedwig Mathilde Sorge. Er hatte einen Sohn aus erster, und zwei Töchter aus zweiter Ehe.

## Herausgeber
- Die Natur, Halle, (1.1852–51.1902), ZDB-ID 2748313-7
- Illustrierte Gartenzeitung, Schweizerbart, Stuttgart (4.1860–19.1875), ZDB-ID 2475710-X